# Ахсарджин
Ахсарджи́н (осет. Æхсæрджын, груз. ახსარგინა — Ахсаргина) — небольшое село на Кавказе, входит в Дзауский район Южной Осетии (Онский муниципалитет края Рача-Лечхуми и Нижняя Сванетия Грузии). Название села переводится с осетинского как «ореховое место».

## Расположение
Село располагается в Кударском ущелье, на правом берегу среднего течения реки Джоджора западнее города Квайса.
С северо-востока над селом возвышается гора Часавал-Хох.

## История
Село было основано и заселено несколько веков назад представителями осетинской фамильной группы Хугаевых
С начала 90-х годов прошлого века население села значительно сократилось. Ныне село почти обезлюдело. В былые же времена местные жители традиционно возделывали ячмень, который давал богатый урожай. Кроме того на этих землях они сеяли кукурузу и фасоль.
Очень развито было в этих местах животноводство. Преимущественно разводили крупно-рогатый скот, в меньшей степени овец и коз. В годы коллективизации в селе был организован колхоз.

## Топографические карты
- Лист карты K-38-52 Джава. Масштаб: 1 : 100 000. Состояние местности на 1987 год. Издание 1989 г.